# 1932年の野球
1932年の野球（1932ねんのやきゅう）では、1932年の野球界における動向をまとめる。

## 競技結果

### 社会人野球
- 決勝（明治神宮野球場・8月9日）

全神戸（神戸市）1-0 満州倶楽部（大連市）

### 東京六大学野球
- 春 - 立大野球部は米国遠征のため不参加。慶大が6勝2敗で優勝。
  - 5月、早大が東京六大学野球連盟から脱退（9月復帰）
- 秋 - 法大が9勝3敗で優勝。

### 高専野球
- 第9回全国高等専門学校野球大会決勝（阪神甲子園球場・7月25日）
  - 優勝：立命館予科　準優勝：法大予科

### 中等野球
- 第9回選抜中等学校野球大会決勝（阪神甲子園球場・4月5日）
- 松山商（愛媛県） 1-0 明石中（兵庫県）
- 第18回全国中等学校優勝野球大会決勝（阪神甲子園球場・8月21日）
中京商（愛知県） 4-3 松山商（愛媛県）　延長11回サヨナラゲーム

### メジャーリーグ
- ワールドシリーズ
ニューヨーク・ヤンキース（ア・リーグ） （4勝0敗） シカゴ・カブス（ナ・リーグ）

## できごと

### 3月
- 3月28日　- 文部省は「野球の統制ならびに施行に関する件（野球統制令）」を訓令[1]。

### 4月
- 4月5日 - 4月5日 -  第9回選抜中等学校野球大会の決勝戦が阪神甲子園球場において行われ、愛媛県の松山商が兵庫県の明石中に6対1で勝利して、7年ぶり2度目の優勝達成。
- 4月7日 - 立教大学野球部がアメリカを訪れ。7月2日まで試合を行う（10勝10敗）。[1]

### 5月
- 5月10日 - 早稲田大学野球部が東京六大学野球連盟を脱退。[1]
- 5月14日 - 東京六大学野球連盟は名称を「東京大学野球連盟」に変更。[1]

### 6月
- 6月9日 - ハワイ大学野球チームが日本を訪れ、8月10日まで試合を行う（11勝9敗）。[1]

### 8月
- 8月21日 - 第18回全国中等学校優勝野球大会の決勝戦が甲子園において行われ、愛知県の中京商が愛媛県の松山商に延長11回4対3でサヨナラ勝ちする。
- 8月25日 - ミシガン大学野球チームが日本を訪れ、9月20日まで試合を行う（10勝4敗）。[1]

### 9月
- 9月7日 - 早稲田大学野球部が東京大学野球連盟に復帰。[1]

### 10月
- 10月1日 - ワールドシリーズ第3戦（リグレー・フィールド）において、ニューヨーク・ヤンキースのベーブ・ルースが第2打席にシカゴ・カブスのチャーリー・ルートの初球を本塁打したが、ルースが打席に入る際に予告ホームランをした、とされている（詳細はベーブ・ルース#予告ホームラン・極東遠征・移籍）
- 10月2日 - ワールドシリーズ第4戦がリグレー・フィールドにおいて行われ、アメリカンリーグのニューヨーク・ヤンキースがナショナルリーグのシカゴ・カブスに13対6で勝利し、4勝0敗で5年ぶり4度目の優勝達成。

## 誕生

### 1月
- 1月2日 - 大津淳（+ 2020年）
- 1月8日 - 鈴木幸雄（+ 2022年）
- 1月18日 - 宮地惟友
- 1月19日 - 花井悠（+ 2007年）

### 2月
- 2月1日 - 箱田淳（+ 2021年）
- 2月9日 - 広岡達朗
- 2月16日 - 水上靜哉
- 2月28日 - 鈴木武（+ 2004年）

### 3月
- 3月1日 - 伊沢修（+ 1989年）
- 3月14日 - 大沢啓二（+ 2010年）
- 3月16日 - ドン・ブレイザー（+ 2005年）

### 4月
- 4月2日 - 手沢庄司
- 4月28日 - 石川進（+ 2004年）

### 5月
- 5月1日 - 山内一弘（+ 2009年）
- 5月9日 - 大崎三男

### 6月
- 6月20日 - 田中一朗（+ 2020年）

### 7月
- 7月20日 - 松山昇

### 8月
- 8月24日 - 神崎安隆（+ 1985年）

### 9月
- 9月12日 - 岡田豊
- 9月13日 - 大久保英男
- 9月22日 - ケン・アスプロモンテ

### 10月
- 10月2日 - 長谷川繁雄（+ 1966年）
- 10月6日 - 松岡雅俊（+ 2014年）
- 10月18日 - 北川芳男

### 11月
- 11月1日 - 伊藤四郎（+ 2011年）
- 11月1日 - 大神武俊（+ 2003年）
- 11月3日 - 岩村吉博
- 11月7日 - ディック・スチュアート（+ 2002年）
- 11月11日 - 鵜飼勝美
- 11月28日 - 服部武夫
- 11月30日 - 渡辺清

## 死去
- 2月5日 - バーニー・ドレイファス、ピッツバーグ・パイレーツオーナー（* 1865年）
- 8月2日 - ダン・ブローザース（* 1858年）
- 8月8日 - スティーブ・ベリャン、元メジャーリーガー（* 1849年）